# Francesco Janich
Francesco Janich (Údine, provincia de Údine, Italia, 27 de marzo de 1937-2 de diciembre de 2019) fue un futbolista italiano. Se desempeñaba en la posición de defensa.

## Selección nacional
Fue internacional con la selección de fútbol de Italia en 6 ocasiones. Debutó el 2 de junio de 1962, en un encuentro ante la selección de Chile que finalizó con marcador de 2-0 a favor de los chilenos.

### Participaciones en Copas del Mundo
| Mundial                        | Sede       | Resultado    |
| ------------------------------ | ---------- | ------------ |
| Copa Mundial de Fútbol de 1962 | Chile      | Primera fase |
| Copa Mundial de Fútbol de 1966 | Inglaterra | Primera fase |

## Clubes
| Club           | País   | Año       |
| -------------- | ------ | --------- |
| Atalanta B. C. | Italia | 1956-1958 |
| S. S. Lazio    | Italia | 1958-1961 |
| Bologna F. C.  | Italia | 1961-1972 |
| A. S. Lucchese | Italia | 1972-1973 |

## Palmarés

### Campeonatos nacionales
| Título      | Club          | País   | Año     |
| ----------- | ------------- | ------ | ------- |
| Copa Italia | S. S. Lazio   | Italia | 1958    |
| Serie A     | Bologna F. C. | Italia | 1963-64 |
| Copa Italia | Bologna F. C. | Italia | 1969-70 |
| Copa Italia | Bologna F. C. | Italia | 1973-74 |

### Copas internacionales
| Título                   | Club          | País   | Año  |
| ------------------------ | ------------- | ------ | ---- |
| Copa Mitropa             | Bologna F. C. | Italia | 1961 |
| Anglo-Italian League Cup | Bologna F. C. | Italia | 1970 |